# Jørpeland
Jørpeland är en tätort och stad i landskapet Ryfylke som utgör centralort i Strands kommun i Rogaland fylke i sydöstra Norge. Orten utsågs 1998 till stad (norska: by) av Strands kommun.
Jørpeland omfattar orterna Tungland, Jøssang, Førland, Leite, Barka och Barkved.
Närmaste större stad är Stavanger, som kan nås genom Ryfylketunneln från Tau.

## Lokala attraktioner

### Jørpelands Brug
Längst in i viken Vågen i Jørpeland ligger Jørpelands Brug, ett bygge från 1833. Från början användes huset som möbel- och trävarufabrik, men idag finns där bland annat Preikestolen bluesklubb, sällskapslokaler och en historisk utställning.

### Preikestolen Golfklubb
Den lokala golfklubben Preikestolen Golfklubb har en 9-hålsbana belägen vid Preikestolen.